# Athelia bombacina
Athelia bombacina ist eine Ständerpilzart aus der Familie der Gewebehautverwandten (Atheliaceae). Sie bildet resupinate, weiße und schimmelteppichartige Fruchtkörper auf Koniferen, Farnen und Laubbäumen aus. Die bekannte Verbreitung der Art umfasst mit Eurasien und Nordamerika ein holarktisches Areal.

## Merkmale

### Makroskopische Merkmale
Athelia bombacina bildet wie alle Arten aus der Gattung der Gewebehäute (Athelia) weißliche, dünne Fruchtkörper mit glattem Hymenium und unscheinbarem bis faserigem Ränder aus. Sie sind resupinat, das heißt direkt auf dem Substrat anliegend, und lassen sich leicht von diesem ablösen.

### Mikroskopische Merkmale
Athelia bombacina besitzt eine für Gewebehäute typische monomitisch Hyphenstruktur, das heißt, sie besitzt lediglich generative Hyphen, die dem Wachstum des Fruchtkörpers dienen. Die Hyphen sind mit dünnen, spitzen Kristallen inkrustiert, hyalin und dünnwandig. Sie besitzen stets Schnallen und sind 3–5 µm breit. Die Art verfügt nicht über Zystiden. Ihre Basidien sind hyalin, keulenförmig, 12–15 × 4–5 µm groß und keulenartig geformt. An der Basis weisen sie eine Schnalle auf, sie besitzen vier Sterigmata. Die Sporen des Pilzes sind zylindrisch bis schmalellipsoid geformt, 4,5–5,5 × 2,5–3 µm groß, glatt und dünnwandig sowie hyalin. Häufig kleben sie paarig aneinander.

## Verbreitung
Die bekannte Verbreitung von Athelia bombacina umfasst weite Teile Eurasiens und Nordamerikas.

## Ökologie

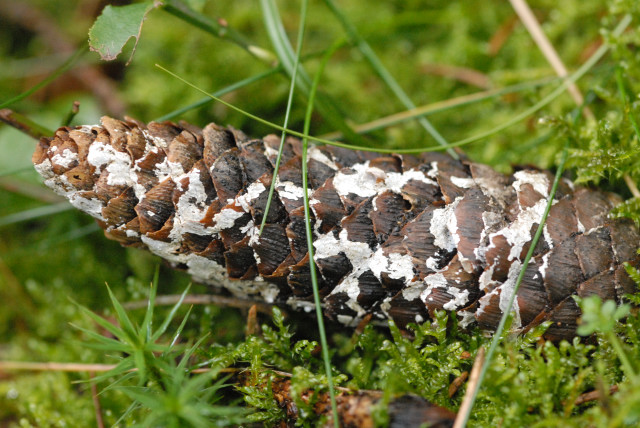
Athelia bombacina auf einem Koniferen-Zapfen

Athelia bombacina ist ein Saprobiont, der Koniferen, Farne und Laubbäumen befällt. Bekannte Substrate sind unter anderem Gemeine Fichte (Picea abies), Adlerfarn (Pteridium aquilinum) und Stein-Eiche (Quercus ilex). Die Art fruktifiziert in feuchtem Klima von Frühjahr bis Herbst.